# Braconinae
Braconinae (лат.) — подсемейство стебельчатобрюхих перепончатокрылых семейства браконид.

## Описание
Первый базальный тергит без дорсопе, с чётким, ограниченным бороздками средним овально-треугольным полем, расширяющимся к вершине. В заднем крыле субмедиальная ячейка маленькая; первый отрезок медиокубитальной жилки в два-три раза короче второго отрезка. Второй брюшной тергит без базального полуовального поля.
Фауна России включает около 230 видов, в Палеарктике около 700 видов, в мире более 3000 видов.
На Ближнем Востоке 347 видов (35 родов), в Турции — 217 видов, в Иране — 212 видов.

## Экология
Представители подсемейства — эктопаразиты личинок жесткокрылых и чешуекрылых, редко пилильщиков и двукрылых.